# Zillah
För artiklar med liknande namn, se Zillah (olika betydelser)
Malin Cecilia Elisabeth Ustav, tidigare Andrén, artistnamn Zillah, född 4 januari 1989 i Enskede församling i Stockholm, är en svensk programledare, buktalare och röstskådespelare, känd från duon "Zillah & Totte".
Som 18-åring vann buktalaren Zillah som då hette Andrén från Djursholm "Talang 2007" med sin schimpansdocka Totte och fick en miljon kronor. Hon vann varietéklassen i världsmästerskapen i talang World Championships of Performing Arts 2008, och fick samma år ett eget program i TV4 kallat APTV med Zillah & Totte.
Zillah dubbar även huvudrollen i Henry Krammonster på Disney Junior.

## Filmografi
Källa: Dubbningshemsidan

### Som Cecilia Andrén
- 2011 – Mimmis rosettbutik (TV-serie)
- 2012 – Violetta (TV-serie)
- 2013 – Henry Krammonster (TV-serie)
- 2013 – Super Buddies - Valpgänget: Världens hjältar (långfilm)
- 2013 – Monsters University (långfilm)

### Som Cecilia Ustav
- 2017 – Tinkas juläventyr
- 2019 – High School Musical: The Musical - The Series